# Georg Sommer (Jurist)
Georg Sommer (* 24. Januar 1922 in Essen; † 27. Juni 2021 in Zell am Harmersbach) war ein deutscher Jurist.

## Leben
Georg Sommer studierte Rechtswissenschaft und wurde 1949 in Göttingen mit einer rechtshistorischen Dissertation über Friedrich August Biener promoviert. Nachdem er als Oberverwaltungsgerichtsrat in Münster tätig gewesen war, wurde er mit Wirkung vom 1. April 1969 zum Richter am Bundesverwaltungsgericht ernannt. Zum 30. September 1976 schied er aus dem Dienst aus. Am 27. Juni 2021 starb er mit 99 Jahren in Unterharmersbach, wo er seit seiner Pensionierung lebte.